# Wolvenkinderen
Wolvenkinderen is een fantasyboek van de Britse schrijfster Tanith Lee.

## Verhaal
Christian Dorse erft een afgelegen landgoed in Frankrijk. Hier aangekomen wordt hij bezocht door vreemde visioenen over dierlijke, wolfachtige menswezens. Uiteindelijk ontdekt hij dat dit geen dromen zijn maar dat er werkelijk weerwolven ronddwalen.